# Zwitserland op het Eurovisiesongfestival 1960
Concours Eurovision 1960 was de vierde editie van de Zwitserse voorronde voor het Eurovisiesongfestival 1960. Fud Leclerc won enkele weken eerder al de Belgische voorronde, maar slaagde er ondanks 3 liedjes niet in om te winnen.

## Uitslag
| Nr. | Artiest          | Lied                 | Plaats |
| --- | ---------------- | -------------------- | ------ |
| 1   | Fud Leclerc      | Attrap'ça            | ?      |
| 2   | Anita Traversi   | Malcantonesina       | ?      |
| 3   | Jo Roland        | Madrigal             | ?      |
| 4   | Fud Leclerc      | La java sans tralala | ?      |
| 5   | Bianco Cavallini | Frühling             | ?      |
| 6   | Gianni Ferraresi | E' stata qui'        | ?      |
| 7   | Anita Traversi   | Cielo e terra        | 1ste   |
| 8   | Fud Leclerc      | Chin Chin            | ?      |
| 9   | Jo Roland        | Chérie, chérie       | ?      |

1956 · 1957 · 1958 · 1959 · 1960 · 1961 · 1962 · 1963 · 1964 · 1965 · 1966 · 1967 · 1968 · 1969 · 1970 · 1971 · 1972 · 1973 · 1974 · 1975 · 1976 · 1977 · 1978 · 1979 · 1980 · 1981 · 1982 · 1983 · 1984 · 1985 · 1986 · 1987 · 1988 · 1989 · 1990 · 1991 · 1992 · 1993 · 1994 · 1995 · 1996 · 1997 · 1998 · 1999 · 2000 · 2001 · 2002 · 2003 · 2004 · 2005 · 2006 · 2007 · 2008 · 2009 · 2010 · 2011 · 2012 · 2013 · 2014 · 2015 · 2016 · 2017 · 2018 · 2019 · 2020 · 2021 · 2022 · 2023 · 2024 · 2025
België · Denemarken · Frankrijk · Italië · Luxemburg · Monaco · Nederland · Noorwegen · Oostenrijk · Verenigd Koninkrijk · West-Duitsland · Zweden · Zwitserland